# Agung (muziekinstrument)

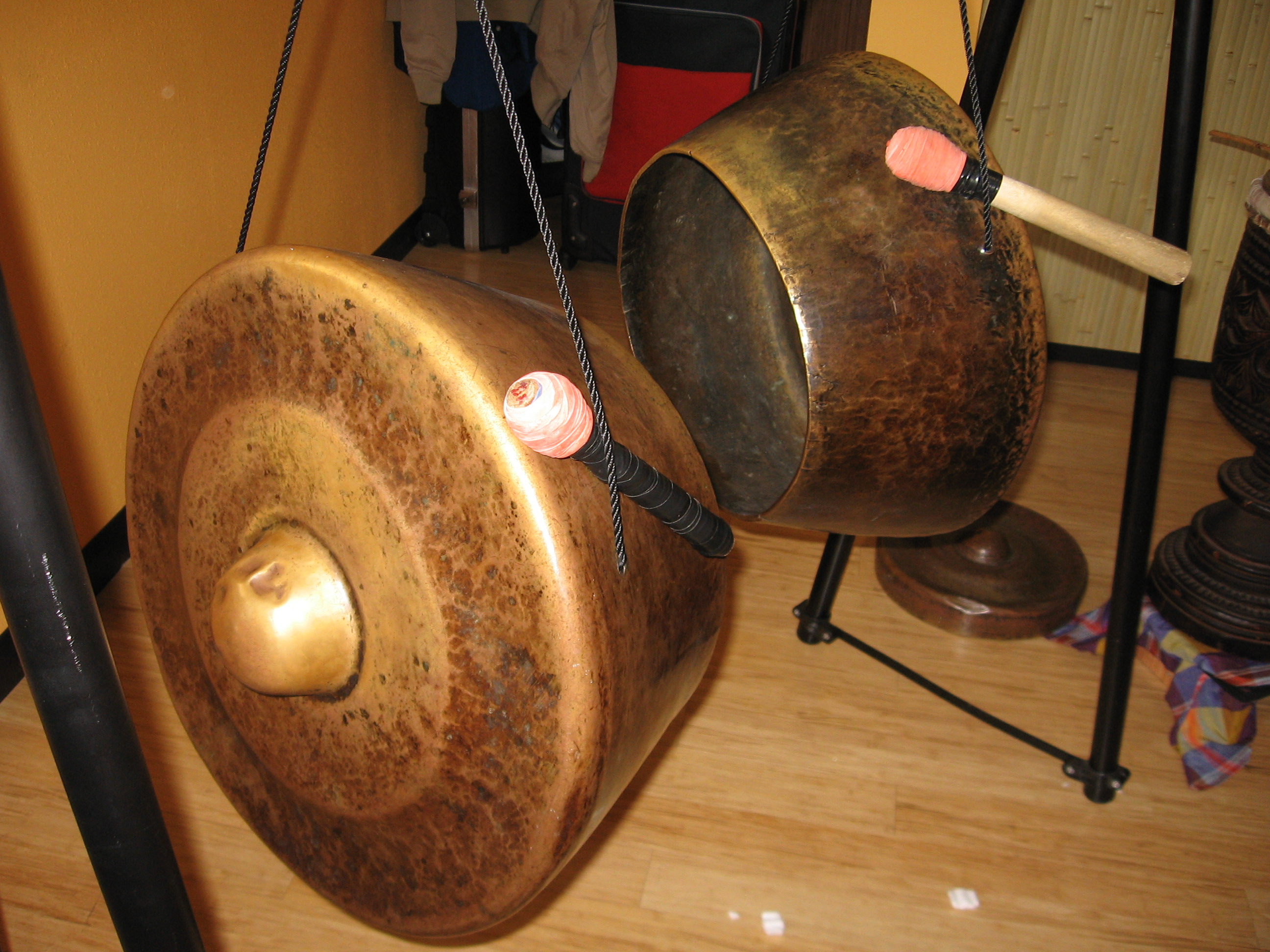
Agung

Een agung is een set van twee verticaal opgehangen gongs, die gebruikt worden door de Maguindanao-, Maranao- en Tausugvolkeren op de Filipijnen als ondersteunend instrument in kulintangensembles. De agung komt ook voor bij andere groepen in onder andere Mindanao, Sabah, Sarawak en Kalimantan als integraal onderdeel van agungorkesten. De agung is een metallofoon.

## Beschrijving

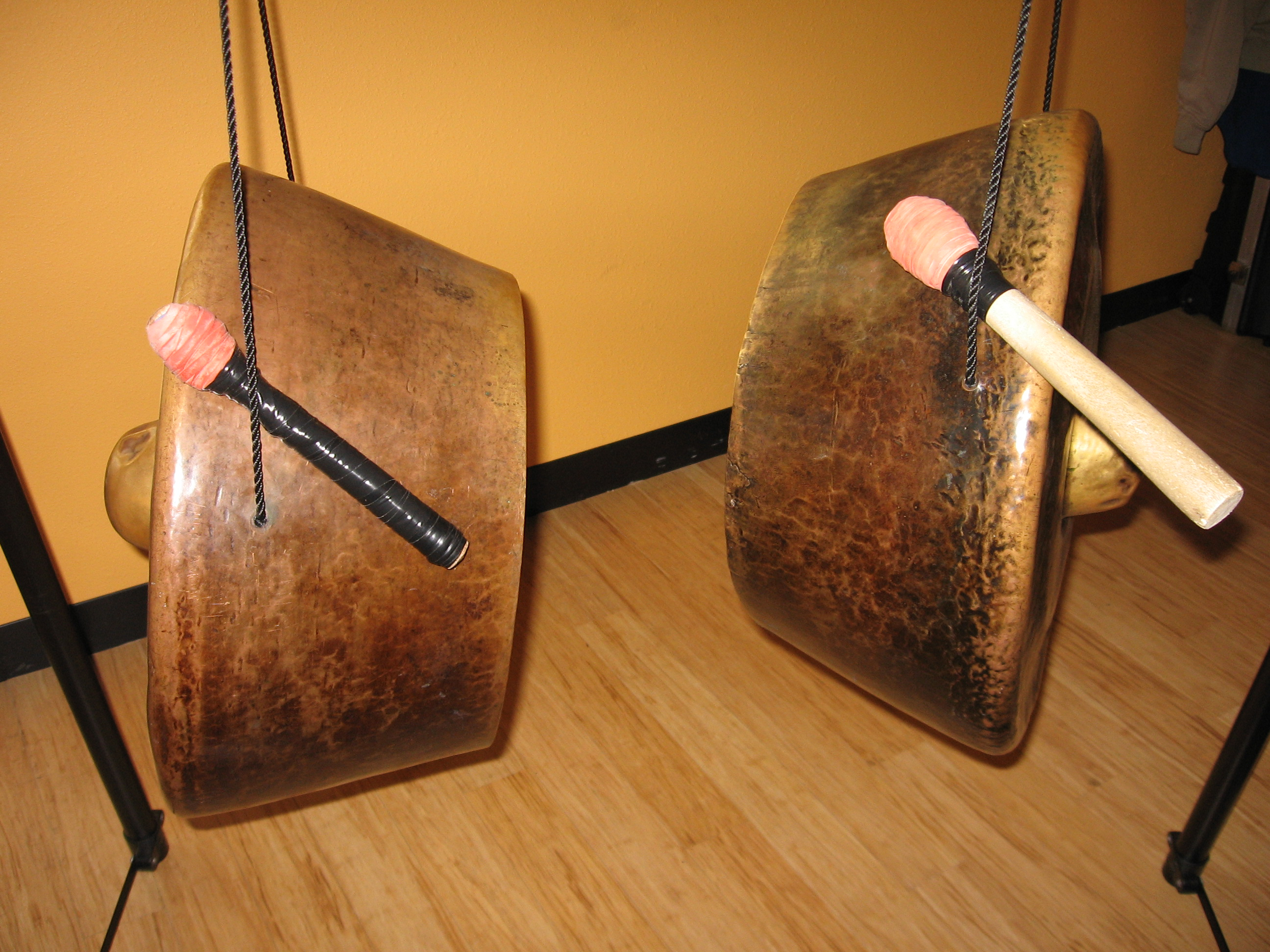
De agung. De linker gong is de pangandungan, gebruikt voor de basispuls. De rechter gong is de panentekan, die de pangandungan ritmisch complementair aanvult.

De agung is een grote zware wijde gong, met opstaande rand, in de vorm van een ketelgong. Elke gong produceert een laag geluid in het kulintangorkest en weegt gemiddeld tussen de 6 en 8 kilogram. Soms worden ook lichtere of zwaardere agungs gebruikt, afhankelijk van het gebruikte materiaal (brons, koper, messing of ijzer). Hoewel hun diameter doorgaans kleiner is dan die van de gandingans (ongeveer 22 tot 24 cm) hebben ze een veel dieper klinkend geluid (takilidan) dan gandingans, die doorgaans een diameter van rond de 30 tot 33 cm hebben.
De agung wordt verticaal aan touwen boven de vloer opgehangen, iets onder de hoogte van het middel van de bespeler. De gong kan zowel aan het plafond hangen als in een driepoot of een speciale gongstandaard.
Hoe groter de gong hoe lager de klank is. De grootste (dus laagste) van de twee gongs heet pangandungan (bij de Maguindanaoand) of p'nanggisa-an bij de Maranao. Deze wordt aan de rechterzijde van de speler geplaatst, en wordt voornamelijk als ritmisch accent in de muzikale structuur toegepast. De kleinere (hogere) gong (die ook wat dikker oogt) heet de panentekan (bij de Maguindanao) of p'malsan of pumalsan bij de Maranao. Deze is links van de speler geplaatst en wordt op de lichte maatdelen bespeeld, als tegenhanger van de pangandungan.

## Gebruik

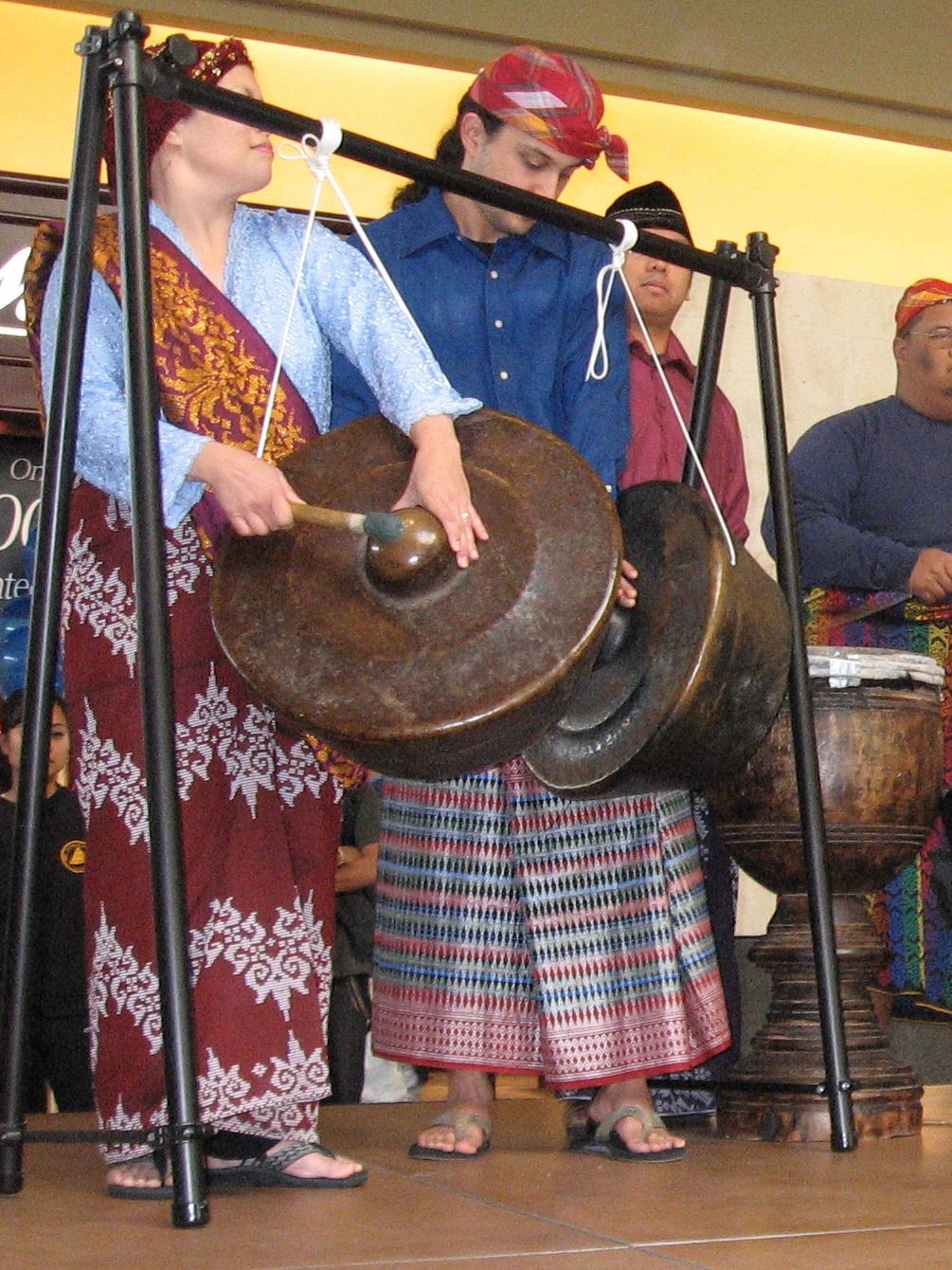
De agung als deel van een kulintang ensemble

### Kulintang ensemble
Het overwegende gebruik van de agung in de Maguindanao- en Maranaosamenleving is als ondersteuningsinstrument van een klassiek kulintangensemble. Doordat de speler basale patronen laat horen, wordt de agung complementair aan de gespeelde melodie van het ensemble. De patronen die spelers bezigen zijn vaak vrijer dan de babendil of de dabakan. Spelers kunnen de patronen vrijelijk improviseren zolang ze maar de maat en het ritme onderstrepen en versterken. De agungs kunnen zo de ritmische 'modus' van een stuk genereren of ondersteunen. De lengte van een gebruikt patroon kan variëren, afhankelijk van de lengte van de melodische improvisatie. De snelle stijl is vooral bruikbaar bij virtuoze spelers.
Onder zowel de Maguindanao als de Maranao belichaamt de agung het masculine element van de muziek en hij wordt traditioneel dan ook door mannen bespeeld. Om het instrument goed te bespelen, moet men kracht en uithoudingsvermogen bezitten (vooral in extreem snelle tempi). Spelers moeten ook hun improvisatievermogen tonen in diverse patronen, en spelers zijn dan ook doorgaans excellente en getrainde musici.
Vanwege de hoge technische eisen die de agung aan de spelers stelt, is het niet ongewoon dat er tijdens een uitvoering onder agungspelers vriendschappelijke competitie voorkomt.De spelers gebruiken daarbij trucjes in een poging om de anderen van de puls te 'gooien' (op het verkeerde been te zetten). Bijvoorbeeld wanneer de p'nanggisa's uitwerkingen van een ritme zo virtuoos worden dat de p'mals het moeilijk krijgt om versieringen te spelen of omgekeerd en de p’mals versieringen zo complex worden dat de p'nanggisa's uitvoering van zijn wijs gebracht wordt, dan is de speler die het niet meer kan bijhouden doorgaans de verliezer en wordt hij zo dus in verlegenheid gebracht; hij wordt dan het doelwit van grappen.Doorgaans wisselen agungspelers elkaar na elk stuk af, maar wanneer ze verward raken in hun onderlinge competitie blijven ze of aan hetzelfde instrument of wisselen gedurende hetzelfde stuk nog van plek. Ook wordt er soms na enkele stukken gewisseld met de spelers van de dabakan. Maar ondanks het besef dat spelers competitie ervaren, weten ze ook dat ze samen een enkele entiteit blijven in het geheel van het gespeelde muziekstuk, waarbij hun taak primair blijft om de melodie te begeleiden, daarbij variaties aanbrengend zonder de basale patronen te verstoren.

### Interacties met de andere sekse

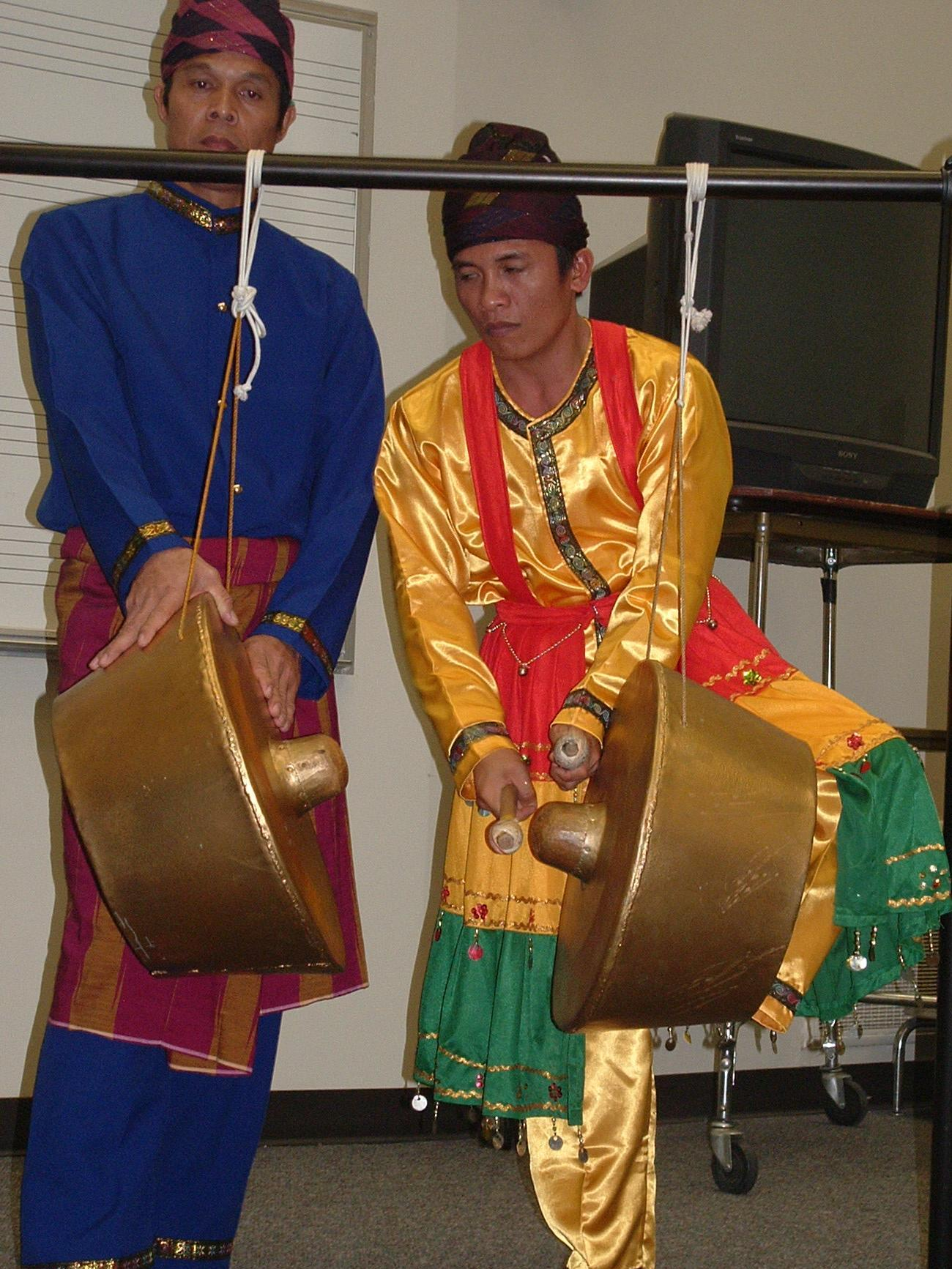
Een agung die bespeeld wordt tijdens een competitie door een Magui Moro Meesterartiest die twee balus gebruikt.

Er was ook een secundair motief voor mannen (speciaal jongere mannen) om de agung te leren bespelen: de mogelijkheid om met jonge ongetrouwde vrouwen in contact te komen. Bij zowel de Maranao als bij de Maguindanao culturen worden traditioneel de Islamitische gebruiken gerespecteerd waarin dating en mondelinge gesprekken verboden zijn tussen de seksen (tenzij er sprake is van huwelijk of familiebanden) en zodoende verschaften uitvoeringen als in de kulintang muziek een gelegenheid voor contact. Onder de Maguindanao kon een kamamauan de ritmische modi van duyog en sinulog de agungspelers een middel verschaffen om de jonge ongetrouwde vrouwen in het kulintang ensemble het hof te maken. Tidto, een andere ritmische modus, kon ook gebruikt worden, maar spelers gebruikten dit zelden als serenademiddel, omdat de kulintangspeler in dat geval doorgaans een oudere vrouw was.

### Wedstrijden
De tidto mode is doorgaans gereserveerd voor solo agungwedstrijden. In tegenstelling met andere Zuid-Filipijnse groepen die in groepswedstrijden deelnemen zijn de Maguindanao in zoverre uniek, dat ze ook solo agungwedstrijden houden om uit te vinden wie in de gemeenschap de beste papagagung (expert agungspeler) is. Tidto leent zich bij uitstek voor zulke wedstrijden omdat de agung vaak het middelpunt vormt van de aandacht voor het ensemble in deze modus. Spelers voeren normaliter twee of meer versies uit van de drie typen technieken zoals hierboven genoemd.

### Signaalfunctie en het bovennatuurlijke
Naast het gebruik in kulintang ensembles, wordt de agung ook buiten ensembles gebruikt bij de Maguindanao en Maranao. De agung is gebruikt om anderen van dreigend gevaar op de hoogte te stellen, om de tijd van de dag mee aan te geven, of om een speciale gebeurtenis aan te kondigen. Een voorbeeld: lang geleden zou de sultan de agung herhaaldelijk hebben bespeeld om aan te kondigen dat er een vergadering gepland was of in een vastenmaand van de Ramadan, waarbij dan de agung of 's morgens vroeg om 3 uur werd geluid als signaal dat er gegeten mocht worden, of bij zonsondergang om het eind van de vastendag aan te kondigen. Waarschijnlijk door de diepe luide klank die de agung produceert worden er ook bovennatuurlijke eigenschappen aan het instrument toegeschreven. Zo zou gedurende een aardbeving de agung door de lokale Maguindanao geluid worden in een snel ritmisch patroon (baru-baru), waarbij men geloofde dat de vibraties van de aarde een halt zouden kunnen worden toegebracht of verminderen zouden.

## Oorsprong
Onderzoekers lijken het erover eens te zijn dat de oorsprong van de agung in Indonesië ligt. Het woord 'agung' stamt van het Maleisische woord 'agong' en het Indonesische woord 'ageng'. Verder bewijs hiervoor komt van een Brits onderzoeker, Thomas Forrest, die schreef dat de Filipino's "gek waren op gongs die uit Cheribon op Java kwamen en die ronde bobbels hadden."

## Verwante agung instrumenten

### Kulintang ensembles
Op de Sulu-eilanden gebruikt het kulintang orkest niet twee maar drie laagklinkende agungs als begeleiding in Tausug, Samal en Yakan ensembles. In de Tausug en Samal heeft de agung een sterk inwaarts gekrulde rand en heet tunggalan of tamak , en wordt deze met langzame regelmatige slagen gespeeld, net als in de Maguindanaon pangandungan en Maranao p’nanggisa-an. Het kleinere paar agungs, de duahan, syncoperen met de tunggalan/tamak. Deze twee kleinere agungs hebben de volgende classificaties: de agung (duahan) met bredere rand heet pulakan en de smallere heet huhugan of buahan bij de Tausug en bua bij de Samal.

### In agung ensembles

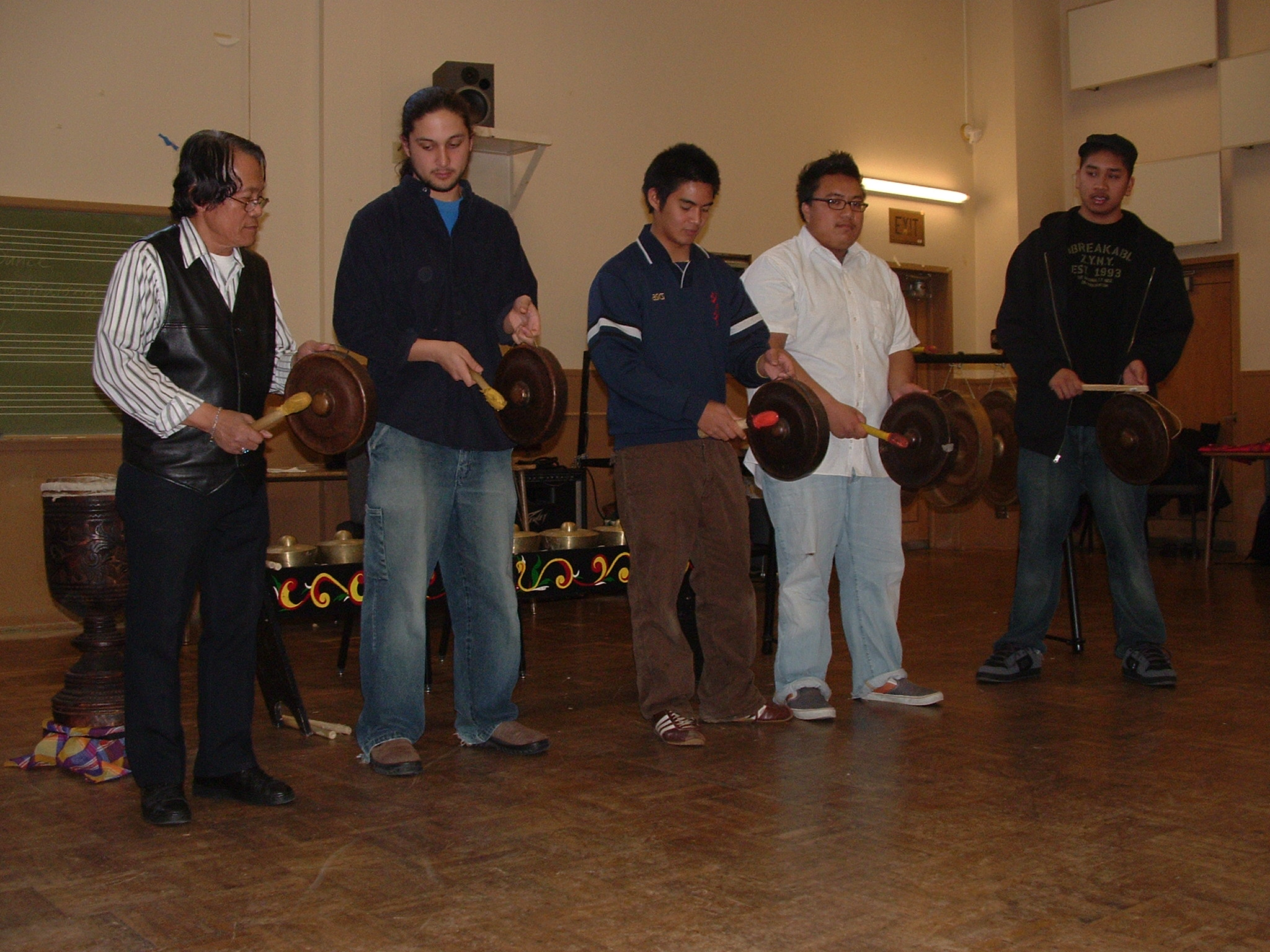
Een Tiruray agung ensemble, ofwel karatung, gedemonstreerd aan de San Francisco State University

Agungs spelen ook een grote rol in agungorkesten en -ensembles, waarbij de agungs hangend op een rij als louter slagwerk gebruikt worden waarbij geen begeleidende melodische instrumenten optreden. Zulke orkesten ziet men veel bij Mindanao Lumad-groepen (Bagobo, Bilaan, Bukidon, Hanunoo, Magsaka, Manabo, Mangyan, Palawan, Subanun, T’boli, Tagakaolu, Tagbanua en de Tiruray), regio's in Kalimantan en Indonesië (Iban, Modang, Murut) en Sabah en Sarawak in Maleisië (Bidayuh, Iban, Kadazan-Dusan, Kajan, Kayan), plekken waar agungorkesten belangrijker zijn dan kulintangachtige orkesten. De composities en stemming van deze orkesten variëren zeer van de ene groep of plek tot de andere. Zo hebben de Hanunoo of Mindoro een klein agungensemble bestaande uit slechts twee lichte gongs die door twee musici op de grond bespeeld worden in een eenvoudig dubbel ritme, terwijl de Manobo een groter ensemble hebben (een ahong) dat bestaat uit 10 kleine agungs die aan een driehoekig frame hangen. Hier worden drie musici ingezet, één die staand de melodie speelt en twee die zittend begeleiden. De ahong is opzettelijk onderverdeeld, waarbij de hoger gestemde gongs (kaantuhan) de melodie vertolken, en drie tot vier lagere gongs (gandingan) melodisch begeleidende ostinatofiguren spelen, en de laagste gong (bandil) het tempo weergeeft.

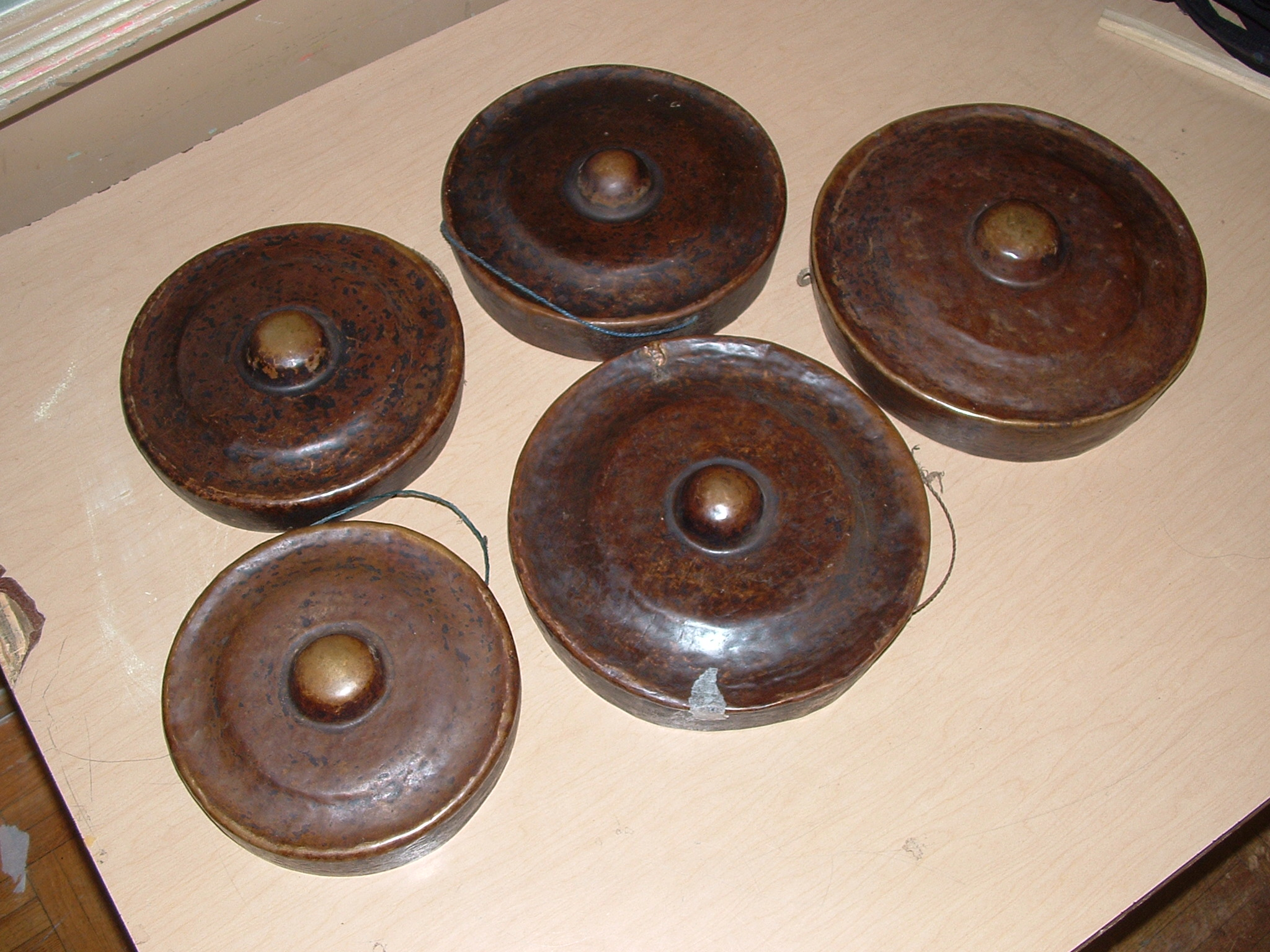
Een antieke bronzen karatung set

De Tiruray noemen hun agungensemble een kelo-agung, kalatong, of karatung, en dit bestaat uit vijf lichtgeknobbelde gongs in oplopende maten die elk door één persoon bespeeld worden. De kleinste is de segaron en deze wordt als lead-instrument gebruikt, waarbij ook een strakke puls wordt gegeven. Het Manobo sagabong-ensemble heeft een vergelijkbare samenstelling: 5 kleine gongs die elk door een speler in de hand worden gehouden en waarbij elke speler een bepaald patroon speelt met rubberen stokken. De T’boli en Palawan hebben vergelijkbare ensembles: het T’boli-ensemble bestaat uit 3 tot 4 agungs waarvan er 2 of 3 (semagi)varaties spelen terwijl de overgebleven agung (de tang) de strakke puls geeft. De Palawan noemen hun ensemble van vier gongs een basal. Het omvat een van de twee grote agungs en een paar kleinere hogere sanangs die metalig klinken. De Subanon hebben ook een ensemble dat vergelijkbaar is met de Tiruray karatung: een gagung sua.
Zowel de Bagabo als de B’laan noemen hun agungensembles tagunggo. Dit bestaat uit een set van 8 metalen gongs die in een raamwerk hangen en die door twee, drie of meer spelers gespeeld worden. De zeven kleinere gongs zijn voor de melodie en de grootste achtste voor de complementaire basisritmiek. De Manabo hebben ook een agungensemble vergelijkbaar met de tagunggo: hier heet het een tagungguan.
De Kadazan-Dusan, aan de westkust van Sabah, noemen hun agungensemble een tawag of bandil. Dit bestaat uit 6 tot 7 grote gongs in de kustgebieden of 7 tot 8 grote gongs in de binnenlanden. In zuidwestelijk Sarawak bestaan Bidayuh agung-ensembles uit 9 grote gongs verdeeld over 4 groepen (taway, puum, bandil, en sanang), terwijl onder de Iban uit Sawarak, Brunei, Kalimantan, de agungensembles in vergelijking kleiner zijn.
Zulke ensembles kunnen zowel alleen optreden als in combinatie met één of twee trommels, die zowel met de hand als met houten stokken kunnen worden bespeeld. Deze trommels spelen dan of homofoon of als afwisseling (complementair) met de gongs mee. Deze agungorkesten treden op uiteenlopende evenementen op, waaronder landbouwrituelen, bruiloften, overwinningsherdenkingen, helende rituelen, dodenriten, amusement en andere sociale gebeurtenissen.